# Christoph Heyder
Christoph Heyder (ur. 3 czerwca 1974 w Suhl) – niemiecki bobsleista, srebrny medalista mistrzostw świata.

## Kariera
Największy sukces w karierze Heyder osiągnął w 2004 roku, kiedy wspólnie z Christophem Langenem, Jensem Nohką i Enrico Kühnem zdobył srebrny medal w czwórkach podczas mistrzostw świata w Königssee. Był to jedyny medal wywalczony przez niego na międzynarodowej imprezie tej rangi. W 2006 roku wystartował na igrzyskach olimpijskich w Turynie, gdzie jego osada zajęła piątą pozycję w czwórkach.